# Colectividad estadística

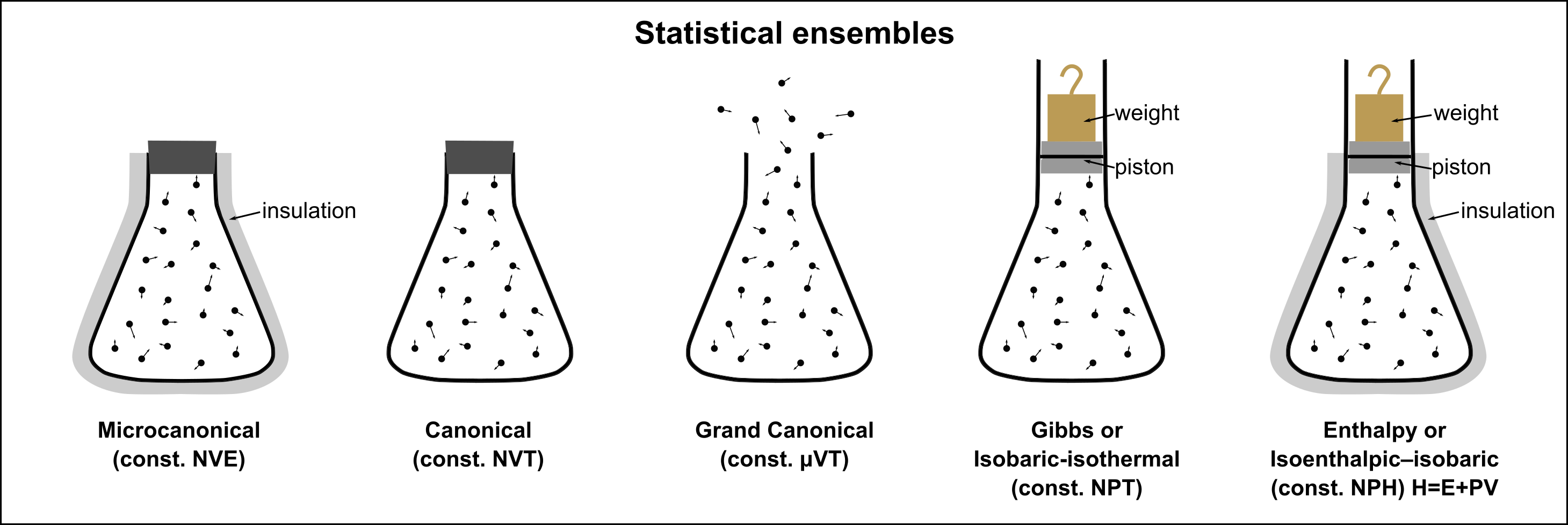
Representación visual de cinco conjuntos estadísticos.

En física estadística se define a una colectividad estadística, ensamble estadístico, o simplemente ensamble como un conjunto hipotético de sistemas termodinámicos de características similares que nos permiten realizar un análisis estadístico de dicho conjunto. Este concepto fue propuesto en 1879 por el físico estadounidense Josiah Willard Gibbs (1839–1903).

## Principales colectivados o ensambles
Hay varios tipos de colectividades o ensambles usados en física estadística. La elección de uno u otro dependerá del enfoque  del problema, entre los más usados están:
- Colectividad microcanónica: Un ensamble de sistemas termodinámicos que no intercambian energía ni materia con el ambiente. Su energía, número de partículas y volumen permanecen constantes.
- Colectividad canónica: Un ensamble de sistemas que intercambian energía térmica con los alrededores, pero no materia. Su energía varía, pero su número de partículas, volumen y temperatura son constantes.
- Colectividad macrocanónica: Un ensamble de sistemas que intercambian materia y energía con el ambiente. Su temperatura, volumen y potencial químico son constantes en el tiempo.

Es importante recordar que lo anterior hace referencia a las tres distribuciones canónicas y no son conjuntos canónicos de Gibbs, las distribuciones son consecuencia de un tipo de solución de la ecuación de Liouville.
La forma de la función de partición para cada tipo de ensamble es:
Microcanónico: {\displaystyle \;\Omega (U,V,N)=e^{\beta TS}}, sistema cerrado y aislado (energía constante y entropía máxima).
Canónico: {\displaystyle \;Z(T,V,N)=e^{-\beta A}}, sistema cerrado con energía variable y temperatura fijada.
Macrocanónico: {\displaystyle \;\Xi (T,V,\mu )=e^{\beta pV}}, sistema abierto.
Donde:
{\displaystyle T\,}, temperatura.
{\displaystyle S\,}, entropía.
{\displaystyle A\,}, la energía libre de Helmholtz.
{\displaystyle p\,}, presión.
{\displaystyle V\,}, volumen.

## Propiedades deseables de un ensamble
- Representatividad.
- Ergodicidad: El promedio de una variable tomado sobre el tiempo debe ser igual al tomado sobre el ensamble.